# 天主教薩卡尼亞-基普希教區
天主教科薩卡尼亞-基普希教區（拉丁語：Dioecesis Sakaniensis-Kipushiensis）是剛果民主共和國一個羅馬天主教教區，屬盧本巴希總教區。
1925年5月12日成立盧阿普拉宗座監牧區。1939年11月14日升為薩卡尼亞宗座代牧區。1959年11月10日升為教區。1977年3月5日易名至今。
教區位於該國東南部加丹加省南部。2010年有教友246,056人（佔轄區總人口42.9%）、十五個堂區、四十一名司鐸。現任教區主教為加斯東·卡沙拉·魯韋齊。